# ویکی‌شیعه
ویکی‌شیعه یا دانشنامه مجازی مکتب اهل‌بیت، دانشنامه‌ای اینترنتی در حوزه تشیع، وابسته به مجمع جهانی اهل‌بیت است که از خرداد ۱۳۹۲ فعالیتش را آغاز کرده‌است. این دانشنامه هم‌اکنون به ۲۲ زبان فعال است و در زبان فارسی حدود ۸ هزار مقاله دارد.

## ماهیت و تاریخچه
ویکی‌شیعه، دانشنامه‌ای اینترنتی است که در نرم‌افزار مدیاویکی فعالیت می‌کند و هدف از تأسیس آن بیان و توضیح تمام مفاهیم و مسائل دخیل در شناخت تشیع است. این سایت از خردادماه سال ۱۳۹۲ شمسی شروع به کار کرده‌است. این دانشنامه به صورت رسمی با نام دانشنامه مجازی اهل‌بیت در یکم تیر ۱۳۹۳ توسط حسن روحانی، رئیس‌جمهور وقت ایران در مراسم افتتاحیه نخستین کنگره بین‌المللی سبط‌النبی رونمایی شد. این سایت در بدو افتتاح به شش زبانِ فارسی، عربی، انگلیسی، اردو، ترکی و اسپانیایی مطالبی را ارائه می‌داد. در بهمن ۱۳۹۶ بخش روسی این سایت نیز رونمایی شد.
در شهریور ۱۴۰۱ از ۵ زبان با حضور سید ابراهیم رئیسی، رئیس‌جمهور وقت ایران در افتتاحیه هفتمین اجلاس جهانی مجمع جهانی اهل‌بیت و در بهمن همان سال از ۷ زبان دیگر دانشنامه رونمایی شد.

## موضوعات و سیاست‌ها
موضوعات این دانشنامه شامل عقاید، افراد، علوم اسلامی چون کلام، فقه، اصول، کتاب‌ها، اماکن، حوادث، مراسم، مناسک، فرقه‌ها، تاریخ تشیع و هر مفهومی مرتبط با تشیع است. بر اساس آنچه از قوانین حاکم بر این ویکی گزارش شده‌است، در این دانشنامه از ارائه نظرات شخصی و نظریات جدید اثبات نشده، پرهیز می‌شود و قضاوت در خصوص اختلاف‌های علمی و تاریخی برعهده مخاطبان گذاشته شده‌است. در این دانشنامه از منابع دست اول شیعه و سنی استفاده می‌شود.

## زبان‌ها
ویکی‌شیعه تاکنون به بیست‌ودو زبان (فارسی، عربی، انگلیسی، اردو، ترکی استانبولی، فرانسوی، اسپانیایی، اندونزیایی، روسی، چینی، هندی، سواحلی، آلمانی، بنگالی، تاجیکی، ترکی آذری، ایتالیایی، پرتغالی، هوسا، پشتو، برمه‌ای و تایلندی) فعالیت دارد و نویسندگان آن جمعی از محققان و نویسندگان حوزوی و دانشگاهی هستند.

## آمارها
در کلیپی که در شهریور ۱۴۰۱ در معرفی ویکی‌شیعه منتشر شده‌است بازدیدهای این دانشنامه حدود ۶۰۰ میلیون اعلام شده‌است. به گفته مهدی فرمانیان، معاون فرهنگی مجمع جهانی اهل‌بیت در آذر ۱۴۰۲ش، ویکی‌شیعه در مجموع زبان‌ها ۳۲ هزار مقاله دارد و حدود هشت هزار آن به زبان فارسی است. همچنین این دانشنامه به طور میانگین ماهیانه ۱۴ میلیون بازدید دارد.

## استفاده از اطلاعات مستند کتابخانه‌ای
بر اساس آمارهای منتشر شده، ۸۸ درصد از مدخل‌های سایت ویکی‌شیعه، در بانک مستند اشخاص کتابخانه ملی ایران ثبت شده‌اند. در مقاله «بررسی استفاده از داده‌های مستند کتابخانه‌ای در ویکی‌های فارسی (مطالعه موردی ویکی‌شیعه)» ۱۰۰ مدخل افراد ویکی‌شیعه به صورت موردی مطالعه و نتایج آن بر اساس نرم‌افزار spps تجزیه و تحلیل شده‌است. در نتیجه‌گیری این تحقیق آمده‌است که ۸۸ درصد از این مداخل در پایگاه‌های مستند کتابخانه‌ای وجود دارد و با توجه به این که مقدار خطای آلفای آزمون برابر با صفر است، تفاوت میان میانگین‌های پایگاه‌های داده‌ای مستند و مدخل‌های افراد ویکی‌شیعه در سطح اطمینان ۹۵ درصد ارزیابی شده‌است.

## در دیدگاه دیگران
اختری، دبیرکل مجمع جهانی اهل بیت در خصوص تأسیس ویکی‌شیعه می‌گوید که این سایت به جهت ضعف  در معرفی شیعه و جعل( در اینجا به معنی قرار دادن و ساخت) منابع دانشنامه ای تأسیس شده‌است. مهدی فرمانیان مدیر وقت ویکی‌شیعه، نیز در خصوص شیوه تقویت بنیه علمی این دانشنامه، به بهره بردن از پایان‌نامه‌ها، اعضای هیئت علمی دانشگاه‌ها و مراکز شیعه‌شناسی اشاره داشت. ازاین‌رو نشست‌هایی برای معرفی ویکی‌شیعه و روش نوشتن مقاله در این دانشنامه برای دانشجویان برگزار شد.
ناصر مکارم شیرازی، مرجع تقلید شیعه، در دیدار با مسئولان ویکی‌شیعه، آن را ابداع و ابتکار خوبی دانست که تأثیر فراوانی خواهد داشت.

## لوگو

لوگوی قبلی ویکی‌شیعه

ویکی‌شیعه در خرداد ۱۴۰۲ از لوگوی اختصاصی خود رونمایی کرد. این لوگو مشتمل است بر حروف "و" و "w" که نشانگر حرف آغازین ویکی‌شیعه در زبان‌های فارسی و لاتین است. همچنین در این لوگو از گنبد به عنوان نماد شیعی استفاده شده‌است.
پیش از این، ویکی‌شیعه از لوگوی مجمع جهانی اهل‌بیت (نهاد مالک ویکی‌شیعه) با تغییرات جزئی استفاده می‌کرد.